# Volta al País Basc 1935
La Volta al País Basc 1935 és la 8a edició de la Volta al País Basc. La cursa es disputà en cinc etapes, entre el 7 i l'11 d'agost de 1935, per a un total de 873 km.
En aquesta edició es van inscriure un total de 81 ciclistes, dels quals finalment en van prendre part 67 i l'acabaren 32 d'ells. El vencedor final fou l'italià Gino Bartali, que s'imposà a Dante Gianello i Julián Berrendero.
Per primera vegada es crea el premi de la muntanya, que en aquesta edició és guanyat per Federico Ezquerra.

## Etapes
| Etapa    | Data       | Recorregut             | Km  | Vencedor de l'Etapa     | Líder de la general |
| -------- | ---------- | ---------------------- | --- | ----------------------- | ------------------- |
| 1a etapa | 7 d'agost  | Bilbao - Vitòria       | 152 | Paul Egli (SUI)         | Paul Egli (SUI)     |
| 2a etapa | 8 d'agost  | Vitòria - Pamplona     | 150 | Gino Bartali (ITA)      | Gino Bartali (ITA)  |
| 3a etapa | 9 d'agost  | Pamplona - Baiona      | 213 | Gino Bartali (ITA)      | Gino Bartali (ITA)  |
| 4a etapa | 10 d'agost | Baiona - Sant Sebastià | 135 | Sauveur Ducazeaux (FRA) | Gino Bartali (ITA)  |
| 5a etapa | 11 d'agost | Sant Sebastià - Bilbao | 223 | Gino Bartali (ITA)      | Gino Bartali (ITA)  |

## Classificació general
|    | Ciclista                | Equip   | Temps       |
| -- | ----------------------- | ------- | ----------- |
| 1  | Gino Bartali (ITA)      | Frejus  | 30h 09' 28" |
| 2  | Dante Gianello (FRA)    | Peugeot | + 47"       |
| 3  | Julián Berrendero (ESP) | BH      | + 3' 31"    |
| 4  | Federico Ezquerra (ESP) | Orbea   | + 5' 34"    |
| 5  | Emiliano Álvarez (ESP)  |         | + 6' 30"    |
| 6  | Joseph Neri (FRA)       |         | + 7' 23"    |
| 7  | Fermín Trueba (ESP)     | BH      | + 7' 35"    |
| 8  | Antonio Negrini (ITA)   | Frejus  | + 10' 13"   |
| 9  | Cipriano Elys (ESP)     |         | + 15' 19"   |
| 10 | Alfredo Bovet (ITA)     | Bianchi | + 16' 39"   |